# قیمت بازار
ارزش بازار (به انگلیسی: Market Value) در بازارهای مالی، به آخرین قیمت فروش اوراق بهادار، یا قیمت پیشنهادی فروش، (قیمت پیشنهادی خرید) در بازار سهام خارج از بورس گفته می‌شود.